# Костел Матері Божої святого Скапулярія (Борщів)
Косте́л Матері Божої святого Скапулярія в Борщеві — культова споруда, парафіяльний римо-католицький храм у місті Борщів Тернопільської області України. Пам'ятка архітектури національного значення.

## Відомості
У 1663 році в Борщеві засновано римсько-католицьку парафію коштом М. Дидинського. 
У 1763 році споруджено мурований костел замість знищених татарами і турками дерев'яних (вежу святині перебудували з оборонної вежі замку XVII століття). 
У 1871 році храм освячено. 
У 1928—1930 роках святиню реставрували.
Нині парафію обслуговують отці-михайлити.